# Gare de Zimeysa
La gare de Zimeysa (pour zone industrielle de Meyrin-Satigny) est une gare ferroviaire située sur la commune de Meyrin, dans le canton de Genève. Elle est située plus précisément entre la rue des Moulières et la rue de la Bergère.

## Situation ferroviaire
Établie à 430 mètres d'altitude, la gare de Zimeysa est située au point kilométrique (PK) 160,900 de la ligne de Châtelaine (bif) à la frontière vers Bellegarde entre les gares ouvertes de Satigny et Meyrin.

## Historique

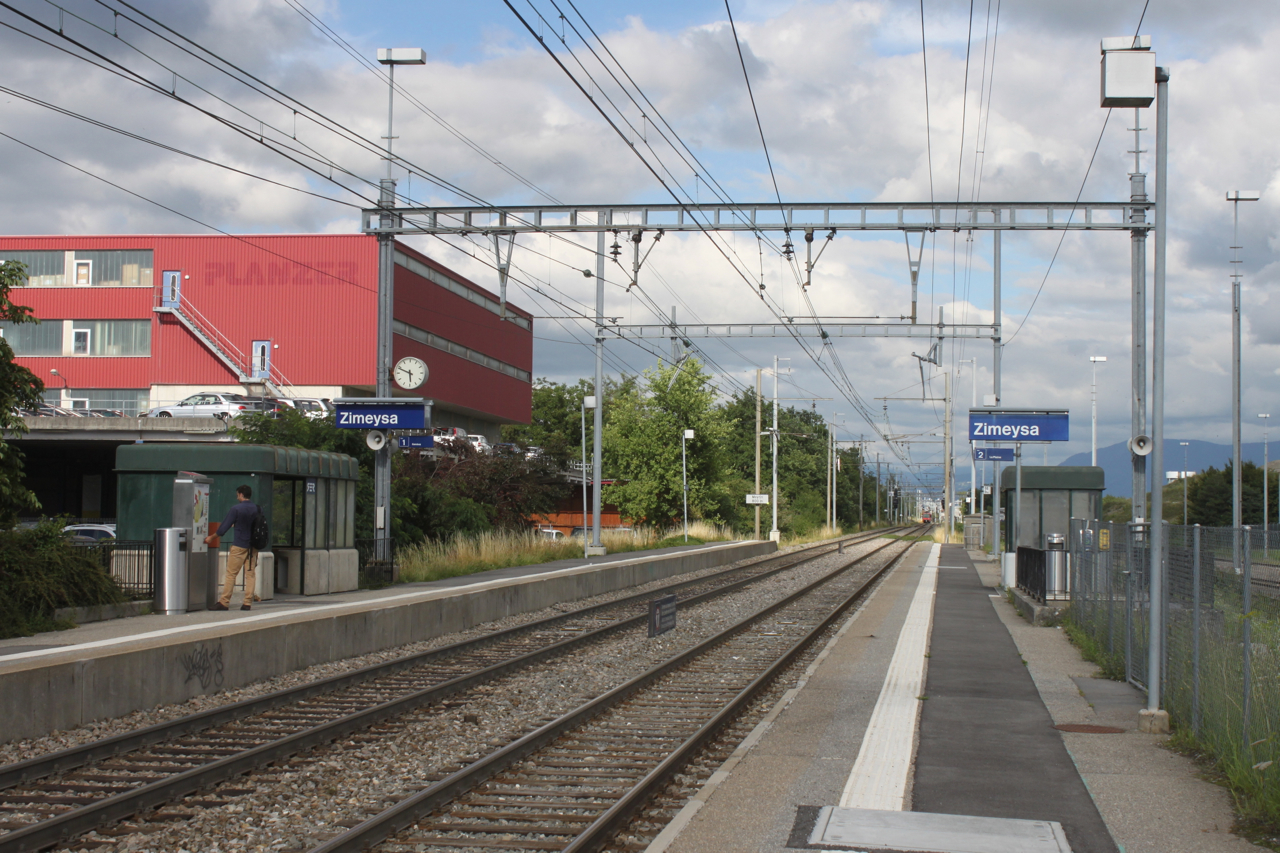
Les quais de la gare en 2014.

En 1969, une zone industrielle est créée entre les communes de Satigny et de Meyrin. La nécessité d'accès à cette zone par les transports publics a entraîné la construction d'une halte ferroviaire par les CFF. Sa mise en service a été réalisée le 1er juin 1987. 
Entre juillet et novembre 2015, cette gare est modernisée pour plus d'un million et demi de francs. De août 2018 à fin 2019, la gare doit être rénovée dans le cadre du Léman Express, avec des quais rallongés et rehaussés pour faciliter l'accès aux personnes à mobilité réduite. L'inauguration de cette gare modernisée, remplaçant la station vétuste de 1987, se déroule le 5 octobre 2020.

## Service des voyageurs

### Accueil
La gare est composée de deux quais latéraux équipés d'un abri encadrant les deux voies reliés entre eux par un passage souterrain, et accessible depuis le nord par la rue de la Bergère.

### Desserte
La gare est desservie par les trains Léman Express L5 et L6 reliant les gares de Genève-Cornavin à respectivement celles de La Plaine et Bellegarde (France).
Les anciennes appellations commerciales françaises et suisses sont abandonnées au profit de Léman Express et des indices de lignes définitifs dès le 9 décembre 2018 : L5 (Genève-La Plaine) et L6 (Genève-Bellegarde).

### Intermodalité
La gare est desservie par les lignes de bus 57, 73 et 83 des Transports publics genevois.